# Iakubiv, Dolîna
Iakubiv (în ucraineană Якубів) este un sat în comuna Solukiv din raionul Dolîna, regiunea Ivano-Frankivsk, Ucraina.

## Demografie
Componența lingvistică a localității Iakubiv
     Ucraineană (99,82%)
     Alte limbi (0,09%)
Conform recensământului din 2001, majoritatea populației localității Iakubiv era vorbitoare de ucraineană (99,82%), existând în minoritate și vorbitori de alte limbi.